# Брылино (Тверская область)
Брылино — деревня в Кесовогорском районе Тверской области. Входит в состав Феневского сельского поселения.

## География
Деревня находится на берегу реки Кашинки в 3 км на юг от центра поселения деревни Фенево и в 12 км на восток от райцентра посёлка Кесова Гора.

## История
В конце XIX — начале XX века деревня являлась центром Брылинской волости Кашинского уезда Тверской губернии. В 1859 году в деревне было 26 дворов, земская школа, трактир, мелочная лавка. 
С 1929 года деревня являлась центром Брылинского сельсовета Кесовогорского района Бежецкого округа Московской области, с 1935 года — в составе Калининской области, с 1994 года — в составе Феневского сельского округа, с 2005 года — в составе Феневского сельского поселения.

## Население
| 1859 | 1889 | 2002 | 2010 |
| ---- | ---- | ---- | ---- |
| 225  | ↘194 | ↘143 | ↘116 |

## Инфраструктура
В деревне имеются дом культуры, отделение почтовой связи.